# Altamira (superordenador)
El superordenador Altamira es uno de los nodos que forman parte de la Red Española de Supercomputación desde su constitución. Este nodo se encuentra situado en el Instituto de Física de Cantabria (Universidad de Cantabria-CSIC).

## Historia
En el año 2006 se realiza una ampliación del superordenador MareNostrum que dobla su capacidad reemplazando los nodos de los que dispone. Los nodos reemplazados son utilizados para crear varios nodos de supercomputación que forman la Red Española de Supercomputación. Uno de estos nodos se crea en la Universidad de Cantabria y da lugar al superordenador Altamira.
El nodo operó satisfactoriamente dentro de la RES y también dando servicio a los investigadores de la Universidad de Cantabria integrado en los Servicios Científico-Técnicos de la UC (SCTI) durante 5 años, hasta junio de 2012. 
En el año 2010 la Universidad de Cantabria planteó la renovación del nodo dentro de su proyecto de Campus de Excelencia, en la iniciativa InnoCampus. Con la financiación de esta iniciativa, se adquirió en la primavera de 2012 el nuevo sistema, que fue instalado en junio de 2012 en el Instituto de Física de Cantabria. 
A partir de septiembre de 2012 el sistema se integra en la Red Española de Supercomputación.

## Configuración
El nuevo sistema ALTAMIRA está compuesto de 240 nodos dx360 M4 de IBM con una potencia sostenida de 105 Tflops que lo situaba en junio de 2012 en el puesto 358 del ranking TOP500. Estos nodos utilizan un sistema operativo Scientific Linux.
El sistema ALTAMIRA además cuenta con acceso al sistema de almacenamiento en línea y de archivado del IFCA, con capacidad de más de 2 PB. El acceso al sistema de ficheros GPFS a través de Infiniband FDR10, permite procesado masivo de datos en un entorno de supercomputación. Cada nodo tiene instalado el Sistema Operativo SL6.
El sistema denominado originalmente ALTAMIRA estaba compuesto de los nodos JS20 de IBM utilizados en el MareNostrum original alcanzado una potencia de 4,5 Tflops, llegando al puesto 412 de la clasificación en el momento de su instalación. Este nodo utilizaba el sistema operativo SUSE.

## Ampliación
A partir de junio de 2017 se realiza una duplicación del número de nodos del superordenador Altamira debido a la migración de Marenostrum3 a Marenostrum4. El nuevo sistema Altamira 2+ contará con 320 nodos lo que proporciona un total de 5120 cores.